# 14961 d'Auteroche
14961 d'Auteroche este un asteroid din centura principală de asteroizi.

## Descriere
14961 d'Auteroche este un asteroid din centura principală de asteroizi. A fost descoperit pe 8 iunie 1996 la Observatorul La Silla de Eric Walter Elst. Asteroidul prezintă o orbită caracterizată de o semiaxă mare de 2,46 ua, o excentricitate de 0,16 și o înclinație de 3,5° în raport cu ecliptica.